# 170 v.Chr.
170 v.Chr. is een jaartal volgens de christelijke jaartelling.

## Gebeurtenissen

### Italië
- Aulus Hostilius Mancinus en Aulus Atilius Serranus zijn consul in het Imperium Romanum.

### Perzië
- Begin van de Zesde Syrische Oorlog, Antiochus IV Epiphanes valt het rivaliserende Egypte binnen. Hij neemt Ptolemaeus VI gevangen en vestigt een Syrisch garnizoen in Pelusium.
- Eukratides I (regering: 170 - 145 v.Chr.), neef van Antiochus IV, voert een veldtocht in Bactrië en bestijgt de troon van het Grieks-Bactrische koninkrijk.

### Egypte
- Antiochus IV wordt in Alexandrië gekroond tot farao, maar moet op aandringen van de Romeinse Senaat de titel opgeven.

### Griekenland
- Eumenes II van Pergamon belegerd in Thracië, met een Romeins expeditieleger de Macedonische stad Abdera.

## Geboren
- Lucius Accius (~170 v.Chr. - ~85 v.Chr.), Romeins tragediedichter

## Overleden
- Fu Sheng (~260 v.Chr. - ~170 v.Chr.) Chinese geleerde (90)